# Ishiharaïta
La ishiharaïta és un mineral de la classe dels sulfurs, que pertany al grup de l'esfalerita. Rep el seu nom en honor del Dr. Shunso Ishihara (1934), assessor emèrit de l'AIST (Advanced Industrial Science and Technology) de Tsukuba, al Japó.

## Característiques
La ishiharaïta és un sulfur de fórmula química (Cu,Ga,Fe,In,Zn)S. A la seva fórmula s'hi troben elements tan poc comuns en la formació de minerals com el gal·li i l'indi. Va ser aprovada com a espècie vàlida per l'Associació Mineralògica Internacional l'any 2013. Cristal·litza en el sistema isomètric. Es troba en forma de grans individuals, subèdrics i equidimensionals, d'entre 20 i 50 micres de mida, inclosos en tennantita. Té un tipus d'estructura cristal·lina com la de l'esfalerita, i de fet pertany al grup homònim juntament amb la browneïta (MnS), la coloradoïta (HgTe), la hawleyita (CdS), el metacinabri (HgS), la rudashevskyite ((Fe,Zn)S), la pròpia esfalerita (ZnS), la stilleïta (ZnSe) i la tiemannita (HgSe), i es pot comparar a una altra espècie mineral similar, la sakuraiïta. És de color gros fosc, presentant una lluïssor metàl·lica i una transparència opaca.

## Formació i jaciments
Va ser descoberta en un dipòsit epitermal del filó Nueva Esperanza de la mina Capillitas, al departament d'Andalgalá, Catamarca (Argentina). Es tracta de l'únic indret on ha estat descrita aquesta espècie, on sol trobar-se associada a la tennantita. Va ser aprovada com a espècie vàlida per l'Associació Mineralògica Internacional l'any 2013.